# Aquatische Neozoen im Bodensee
Aquatische Neozoen im Bodensee, kurz ANEBO, ist ein Gemeinschaftsprojekt, das sich seit 2005 mit der Einschleppung und Ausbreitung aquatischer Neozoen im Bodensee befasst. Die Einschleppung der Neozoen erfolgt zum Beispiel über unzureichend gereinigte und getrocknete Freizeitboote.
In dem Projekt werden die Veränderungen des Ökosystems, insbesondere durch die Asiatische Körbchenmuschel (Gattung Corbicula) und den Großen Höckerflohkrebs (Dikerogammarus villosus), untersucht. Dazu gehört auch der Einfluss auf den Fischbestand und Fischerei sowie Schifffahrt und Tourismus.